# Leptogenys chinensis
Leptogenys chinensis är en myrart som först beskrevs av Mayr 1870.  Leptogenys chinensis ingår i släktet Leptogenys och familjen myror. Inga underarter finns listade i Catalogue of Life.